# Emoia nigromarginata
Espèce
Synonymes
- Lygosoma nigromarginatum Roux, 1913
- Lygosoma speiseri Roux, 1913
- Emoia speiseri (Roux, 1913)

Statut de conservation UICN

 LC  : Préoccupation mineure
Emoia nigromarginata est une espèce de sauriens de la famille des Scincidae.

## Répartition
Cette espèce est endémique des Vanuatu. Elle se rencontre dans les îles d'Aneityum, d'Éfaté, d'Epi, d'Ambrym, de Malekula, de Pentecôte et d'Espiritu Santo.

## Publication originale
- Roux, 1913 : Les reptiles de la Nouvelle-Calédonie et des îles Loyalty in Sarasin & Roux, 1913 : Nova Caledonia, Recherches scientifiques en Nouvelle-Calédonie et aux Iles Loyalty. Zoologie, C.W. Kreidel’s Verlag, Wiesbaden, vol. 1, p. 79-160 (texte intégral).